# 千歳村 (大分県)
千歳村（ちとせむら）はかつて、大分県の南西部の大野郡の東北部に位置していた村である。2005年（平成17年）3月31日に大野郡内の6町村と合併して豊後大野市となった。

## 歴史
- 1941年（昭和16年）4月1日 - 大野郡井田村、柴原村が新設合併し発足。
- 2005年（平成17年）3月31日 - 大野郡三重町、清川村、緒方町、朝地町、大野町、犬飼町と新設合併して豊後大野市が発足。同日千歳村廃止。

## 交通
最寄り空港は大分空港。

### 道路

#### 一般国道
- 国道57号
  - 千歳大野道路

#### 県道
一般県道
- 大分県道519号三重新殿線
- 大分県道632号中土師犬飼線
- 大分県道668号山内新殿線

## 名所・旧跡・祭事
- 大迫磨崖大日如来坐像（大迫磨崖仏）
- ひょうたん祭り - 毎年12月の第1日曜日に行われる祭り

## 一村一品
一村一品運動では、以下の特産品が千歳村の「一村一品」に指定されていた。
- ハトムギ
- 千歳茶
- 豊後牛